# 재판적
재판적(裁判籍, venue)이란 미국의 민사소송법의 개념으로 사건이 처리되는 장소 곧 법원을 뜻한다. 예를 들어 연방 복수 주간 분쟁의 경우에 재판적은 피고와 원고가 같은 주에 살고 있다면 그 주의 연방법원이 될 것이고 혹은 분쟁이 많은 부분이 발생한 곳의 법원이 재판적이 될 것이다. 재판적은 관할권과 차이를 가지는데 재판적은 헌법적인 충족사항을 가지고 있지 않다. 관할권이 주로 헌법적 기술적인 문제라면 재판적은 편의를 목적으로 한다.

## 고려대상
- 피고의 주소지
- 사건이 발생한 곳(예: 불법행위로 인하여 손해가 발생하거나 계약이 체결된 장소 혹은 계쟁물 토지가 위치한 장소)
- 피고가 일하거나 사업을 벌이고 있는 곳

## 참고 문헌
- 서철원, 『미국 민사소송법』. 법원사, 2005. ISBN 9788991512023
- 조상희, 『법학전문대학원 민사소송법 기본강의』. 한국학술정보(주), 2009. ISBN 9788953423077

## 같이 보기
- 보통재판적
- 특별재판적